# Hongwei He
Hongwei He är ett vattendrag i Kina. Det ligger i provinsen Shandong, i den östra delen av landet, omkring 180 kilometer söder om provinshuvudstaden Jinan. Hongwei He ligger vid sjöarna  Zhaoyang Hu och Dushan Hu.
Genomsnittlig årsnederbörd är 832 millimeter. Den regnigaste månaden är juli, med i genomsnitt 219 mm nederbörd, och den torraste är januari, med 8 mm nederbörd.